# Raúl Martín
Raúl Martín (Buenos Aires, 9 ottobre 1957) è un arcivescovo cattolico argentino, dal 28 maggio 2025 arcivescovo metropolita di Paraná.

## Biografia
È nato il 9 ottobre 1957 a Buenos Aires. 

### Formazione e ministero sacerdotale
Dopo aver frequentato il seminario di Buenos Aires, è stato ordinato presbitero il 19 marzo 2004 dall'arcivescovo Antonio Quarracino; successivamente ha conseguito il diploma in teologia presso la Pontificia Università Cattolica Argentina.

### Ministero episcopale
Il 1º marzo 2006 papa Benedetto XVI lo ha nominato vescovo ausiliare di Buenos Aires, assegnandogli la sede titolare di Troina. Ha ricevuto la consacrazione episcopale il 29 giugno successivo nella cattedrale metropolitana di Buenos Aires dall'arcivescovo metropolita Jorge Mario Bergoglio (eletto poi papa), co-consacranti il vescovo di San Martín Guillermo Rodríguez-Melgarejo e quello di Gualeguaychú Jorge Eduardo Lozano.
Il 24 settembre 2013 papa Francesco lo ha nominato vescovo di Santa Rosa.
Il 28 maggio 2025 papa Leone XIV la ha promosso arcivescovo metropolita di Paraná, succedendo a Juan Alberto Puiggari, dimessosi per raggiunti limiti d'età. Il 26 luglio successivo ha preso possesso dell'arcidiocesi.

## Genealogia episcopale
- Cardinale Scipione Rebiba
- Cardinale Giulio Antonio Santori
- Cardinale Girolamo Bernerio, O.P.
- Arcivescovo Galeazzo Sanvitale
- Cardinale Ludovico Ludovisi
- Cardinale Luigi Caetani
- Cardinale Ulderico Carpegna
- Cardinale Paluzzo Paluzzi Altieri degli Albertoni
- Papa Benedetto XIII
- Papa Benedetto XIV
- Papa Clemente XIII
- Cardinale Bernardino Giraud
- Cardinale Alessandro Mattei
- Cardinale Pietro Francesco Galleffi
- Cardinale Giacomo Filippo Fransoni
- Cardinale Carlo Sacconi
- Cardinale Edward Henry Howard
- Cardinale Mariano Rampolla del Tindaro
- Cardinale Antonio Vico
- Arcivescovo Filippo Cortesi
- Arcivescovo Zenobio Lorenzo Guilland
- Vescovo Anunciado Serafini
- Cardinale Antonio Quarracino
- Papa Francesco
- Arcivescovo Raúl Martín